# Ahmad Mogharebi

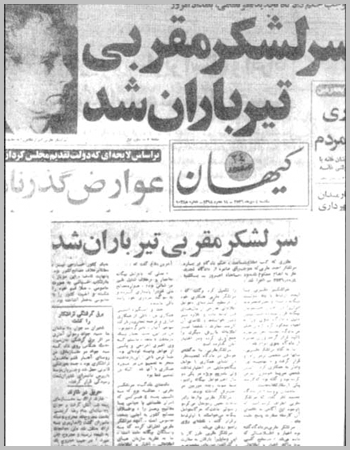
Schlagzeile Kayhan vom 26. Dezember 1977 – General Mogharebi exekutiert

Ahmad Mogharebi (* 1921 in Teheran; † 25. Dezember 1977 in Teheran) war ein hochrangiger  General der Streitkräfte des Irans und sowjetischer Spion.

## Vorgeschichte
Die Aufdeckung von kommunistischen Spionen im Westen war meist mit einem „politischen Erdbeben“ verbunden. Die Entdeckung der sowjetischen Spione Ethel und Julius Rosenberg heizte in den Vereinigten Staaten die innenpolitische Diskussion über den Kommunismus an. Die Entdeckung Kim Philbys erschütterte den britischen Geheimdienst. Und die Entdeckung Günter Guillaumes führte zum Rücktritt des damaligen Bundeskanzlers Willy Brandt.
Der Fall des iranischen Generals Ahmad Mogharebi lag auf einer vergleichbaren Ebene. Die Konsequenzen seiner Enttarnung waren für die Sowjetunion dramatisch, da der KGB mit General Mogharebi seine wichtigste Quelle verloren hatte. Für das iranische Militär waren die Folgen nicht minder dramatisch, waren die sowjetischen Truppen dank General Mogharebi über alle wichtigen militärischen Planungen informiert.

## Anwerbung
Ahmad Mogharebi stand bis zu seiner Verhaftung für mehr als 30 Jahre in den Diensten des KGB. Mogharebi wurde von Colonel Tarrass für die sowjetische Spionage angeworben. Der Zweite Weltkrieg war zu Ende, Mogharebi besuchte die iranische Offizierschule und die Sowjetunion versuchte durch die Gründung der kommunistischen Tudeh-Partei den seit den Zeiten der Zaren vorhandenen politischen Einfluss im Iran auszubauen. Die Sowjetunion gehörte zu den Siegernationen des Krieges und die sowjetische Propaganda verstand es meisterhaft herauszustellen, dass es ihr zu verdanken sei, dass der Faschismus eine historische Niederlage erlitten hatte. Für nicht wenige junge iranische Offizieranwärter war die Sowjetunion ein natürlicher Verbündeter. Und die Vorgänge um den Sturz Mohammad Mossadeghs im Rahmen der Operation Ajax bestärkte diese Ansicht nur.
Auch Ahmad Mogharebi muss überzeugt gewesen sein, einer „guten Sache“ zu dienen, denn die Bezahlung für die gelieferten Informationen war zunächst recht gering. Mogharebi machte Karriere beim iranischen Militär und stieg bis zum Leiter der strategischen Planung auf. Jeder militärische Plan, jede Verteidigungsposition, alle Pläne über den Bau von Garnisonen oder militärische Stützpunkte liefen über seinen Schreibtisch. Bald wurde er zur Topquelle des sowjetischen Geheimdienstes im Iran, und was er wohl zunächst aus Idealismus begonnen hatte, wurde jetzt zu einem Weg, sein Einkommen aufzubessern.

## Vermutungen
Der KGB im Iran war im Gebäudekomplex der sowjetischen Botschaft untergebracht. In den 1970er-Jahren arbeiteten mehr als 8000 „sowjetische Experten“ in den unterschiedlichsten Projekten und es bedurfte einer entsprechenden Anzahl an KGB-Agenten, um die „Experten“ hinsichtlich ihrer Linientreue zu überwachen. Ein Ziel der sowjetischen KGB-Operationen waren die Abhöranlagen, welche die Vereinigten Staaten an der iranischen Grenze zur Sowjetunion betrieben. Doch auch sonst war der Iran ein angenehmes Betätigungsfeld für KGB-Agenten. Wladimir Anatoljewitsch Kusitschkin schildert den KGB-Alltag in Teheran als „eine Atmosphäre andauernder Ferien“. Das Leben in Teheran war angenehm. Unter den Diplomaten in Teheran fand sich auch der Enkel von Maxim Gorki.
Die Abteilung Gegenspionage des SAVAK unter der Leitung von General Manutschehr Haschemi hatte ein Bürogebäude gegenüber dem Eingang der sowjetischen Botschaft erworben, um den Eingang zur Botschaft besser überwachen zu können. Im Erdgeschoss befand sich die Praxis eines Arztes, der Rest des Gebäudes diente SAVAK-Agenten.
Über einen Agenten namens Aliof, den der SAVAK in die sowjetische Botschaft eingeschleust hatte, erfuhr der SAVAK, dass KGB-Agenten regelmäßig einen Verbindungsmann der iranischen Armee in der Naft Avenue träfen. Eine genaue Analyse der Bewohner der Naft Avenue und seiner näheren Umgebung ergab, dass dort drei Armeeoffiziere wohnten. Alle drei Offiziere wurden einer 24-stündigen Überwachung unterzogen und bald war klar, dass ein Mann, der abends seinen Hund ausführte, einem KGB-Agenten etwas übergeben hatte. Es handelte sich um General Ahmad Mogharebi.
Mohammad Reza Schah wurde umgehend unterrichtet, doch der Schah bestand darauf, dass man Mogharebi nur verhaften solle, wenn es handfeste Beweise für seinen Verrat gäbe.

## Die Enttarnung
Wohnungen in der Nähe des Hauses von Mogharebi wurden von SAVAK-Agenten angemietet und es wurde beobachtet, wie KGB-Agenten in der Nähe des Hauses parkten und nach wenigen Minuten des Wartens wieder abfuhren. In einigen Fällen stiegen Agenten auch aus dem Auto aus, hinterlegten einen Briefumschlag auf einem unbebauten Grundstück, stiegen wieder in ihr Auto ein und fuhren wieder ab.
Als Mogharebi im Mai 1977 in die Vereinigten Staaten reiste, um seine dort lebenden Kinder zu besuchen, brachen SAVAK-Agenten in das Haus ein, durchsuchten es gründlich und fanden nichts, was eine Verhaftung gerechtfertigt hätte. Einzig eine seltsam aussehende Maschine, deren wahre Funktion den SAVAK-Agenten verborgen blieb, war aufgefallen.
Im September 1977 erschien wieder ein Wagen in der Nähe des Hauses von Mogharebi mit zwei KGB-Agenten und dieses Mal kam auch Mogharebi aus dem Haus. Der KGB-Agent stieg aus dem Wagen aus, übergab Mogharebi einen Umschlag und stieg wieder in den Wagen ein. Sekunden später waren Mogharebi und die KGB-Agenten von SAVAK-Agenten umstellt und verhaftet. Mogharebi hatte von den KGB-Agenten 30.000 Toman (4.000 $) in bar erhalten. Die KGB-Agenten wurden am nächsten Morgen aus dem Gefängnis entlassen. Ihnen wurde 48 Stunden Zeit für die Ausreise aus dem Iran gegeben.

## Das Ende
Mogharebi wurde in ein Haus des SAVAK zum Verhör gebracht und stritt erst einmal alle Anschuldigungen ab. Doch später enthüllte er, warum er so viele Jahre unentdeckt bleiben konnte. Er hatte mit dem KGB vereinbart, dass er niemals einen KGB-Agenten persönlich treffen würde und dass er nur von seinem Haus aus Informationen übermitteln würde. Aus diesem Grund hatte der KGB die Möglichkeit einer drahtlosen Übertragung von Informationen von dem Haus Mogharebis zu den abwechselnd in der Nähe parkenden KGB-Autos entwickelt. Im Haus und im Auto wurden zur gleichen Zeit Sender und Empfänger eingeschaltet und nach der Informationsübertragung sofort wieder abgeschaltet. Das bei der Hausdurchsuchung im Mai 1977 entdeckte „seltsam aussehende Gerät“ war offensichtlich ein Sender und in dem beschlagnahmten KGB-Auto befand sich der dazugehörige Empfänger.
Ahmad Mogharebi wurde wegen Landesverrat zum Tode verurteilt und am 25. Dezember 1977 hingerichtet.

## Nach der Islamischen Revolution
Als die SAVAK-Büros während der Islamischen Revolution gestürmt wurden, kam es zwischen den Vertretern der im Entstehen begriffenen Islamischen Republik und dem für Gegenspionage zuständigen SAVAK-Büro VIII zu Gesprächen, wie mit den Mitarbeitern des Büros VIII und den in den Safes des Büros gelagerten geheimen Akten verfahren werden solle. Die Akten blieben, wo sie waren, und die Mitarbeiter des Büros VIII setzten ihre Tätigkeit fort wie wenn nichts geschehen wäre. Auch der sowjetische Geheimdienst war überrascht, die nur kurze Zeit unterbrochenen Funkfrequenzen des iranischen Geheimdienstes wieder aktiv zu sehen.
Die Akte des Falls Ahmad Mogharebi tauchte allerdings plötzlich in den Händen der Volksmodschahedin auf, die in den Tagen der Islamischen Revolution enge Verbindungen zur sowjetischen Botschaft pflegten. Ein Telefonat zwischen einem Vertreter der Volksmodschahedin und einem Angehörigen der sowjetischen Botschaft bezüglich der Übergabe der Akte Mogharebi war von einem SAVAK-Agenten des Büros VIII abgehört worden. Den Volksmodschahedin war im Austausch für die Akte Mogharebi die Liste aller dem KGB bekannten CIA-Agenten im Iran angeboten worden. Als der Austausch stattfinden sollte, wurden der Vertreter der Volksmodschahedin Saadati und die zum Austausch erschienen KGB-Agenten verhaftet. Die Akte Mogharebi blieb in den Händen des iranischen Geheimdienstes.